# Socimi Tipo 821
A Socimi Tipo 821 (em inglês:  Socimi Type 821-SMG) foi uma submetralhadora fabricada na década de 1980 pela empresa SOCIMI (Società Costruzioni Industriali Milano, SpA) localizada em Milão, na Itália.

## Desenvolvimento
À primeira vista, o Socimi Type 821-SMG parece ser uma cópia italiana da Uzi israelense, embora o desenho apresente muitas diferenças e melhorias em relação ao projeto original. A empresa SOCIMI atua no setor da construção ferroviária desde o início da década de 1970; em 1983, firmou uma joint venture com o histórico fabricante de armas de fogo Luigi Franchi SpA (que mais tarde, especificamente em 1987, teria assumido definitivamente) para se concentrar no negócio de armas militares. Os resultados desta colaboração foram uma série de fuzis de assalto e a submetralhadora Tipo 821. Os primeiros protótipos e amostras de avaliação desta metralhadora de mão foram de forma breve fabricados diretamente pela Franchi, até que a SOCIMI completasse o ferramental para iniciar a produção interna.

### Descrição
A submetralhadora israelense UZI foi tomada como base, e diversas soluções técnicas dessa arma foram adotadas, incluindo o ferrolho telescópico (já em uso em outra submetralhadora italiana, a Beretta PM-12), o registro de segurança e segurança do punho, e o alojamento do carregador no punho da pistola. No entanto, os engenheiros da SOCIMI/Franchi queriam distinguir a sua arma da UZI original, desenvolvendo uma ampla gama de recursos mais recentes. A submetralhadora SOCIMI foi construída em torno de um receptor retangular sólido e monolítico feito de uma única peça de liga leve, partindo do desenho do receptor de aço estampado pesado da UZI; o receptor da SOCIMI possui uma única abertura na parte traseira de onde pode ser extraído todo o conjunto do ferrolho, enquanto o cano é inserido na frente e preso por uma porca, podendo ser separado do receptor desparafusando-o tal como na UZI. O punho possui ranhuras para os dedos para melhor manuseio.
A coronha é tubular e dobrável lateralmente, afastando-se do complicado desenho retrátil da UZI israelense; ela gira sob a parte traseira do receptor e fica rente ao lado direito da arma quando dobrada. É mais longa que a coronha da UZI (200mm vs 180mm) e resulta mais confortável de operar e de transportar. A soleira dobra-se horizontalmente contra a coronha quando não está em uso. Embora a coronha colapsada da UZI original possa ser útil como um porrete no caso de combate aproximado, a coronha da SOCIMI Tipo 821 não foi projetada com tal uso em mente.
A SOCIMI Tipo 821 é em geral mais leve e compacta que a UZI israelense, pesando 2.450 gramas descarregada contra 3.500 gramas da UZI descarregada; e tem um comprimento total de 400 milímetros com a coronha dobrada (contra 470 milímetros) e 600 milímetros com a coronha desdobrada (o mesmo que a UZI). A redução geral do comprimento foi alcançada encurtando o cano, usando um comprimento de 200 milímetros contra os 260 milímetros originais. Isso ajudou a atingir uma cadência de tiro mais lenta, de 550 tiros por minuto, em comparação com os 600tpm originais da UZI. A controlabilidade no disparo automático foi dramaticamente melhorada. Resultados ideais são obtidos em um alcance de 150–200 metros, o ferrolho telescópico equilibra a arma de forma que ela possa ser disparada com uma mão e com controle total.

### Usuários
A SOCIMI Tipo 821 foi adquirida em pequenas quantidades pelo Ministério do Interior italiano e distribuída à equipe NOCS da Polícia Italiana, e possivelmente a outras unidades ou organizações italianas desconhecidas. A SOCIMI Tipo 821 nunca se tornou a submetralhadora padrão de qualquer força italiana, já que a SOCIMI faliu em 1992 e a produção de seu sistema de armas de assalto (incluindo a Tipo 821) foi interrompida para nunca mais ser retomada. A Franchi, propriedade da SOCIMI até a falência e sem dúvida a entidade por trás do desenvolvimento do sistema de armas SOCIMI, ofereceu por breve período a Tipo 821 como "Franchi LF-821", mas sem sucesso; foi finalmente adquirida pela Beretta Holding e, como tal, interrompeu o desenvolvimento e a produção de todas as armas de fogo estritamente militares.
As unidades SOCIMI Tipo 821 adquiridas pelas forças italianas são agora mantidas em estoque. Outras unidades desta e de outras armas de fogo da SOCIMI são mantidas em armazéns por empresas italianas como a Luigi Franchi SpA e Fiocchi Munizioni. Rumores de vendas externas não são confirmados; antes da falência, a SOCIMI havia chegado a acordos de exportação com uma empresa dos Estados Unidos chamada MTS Corporation, localizada na Filadélfia, no estado da Pensilvânia. Os desenvolvimentos experimentais da SOCIMI Tipo 821 incluem uma maleta tática especial para o modelo de tamanho real, e a SOCIMI Tipo 821-5 Micro, uma versão compacta de comprimento total de 250 milímetros; nenhuma delas jamais passou do estágio de protótipo.

## Galeria

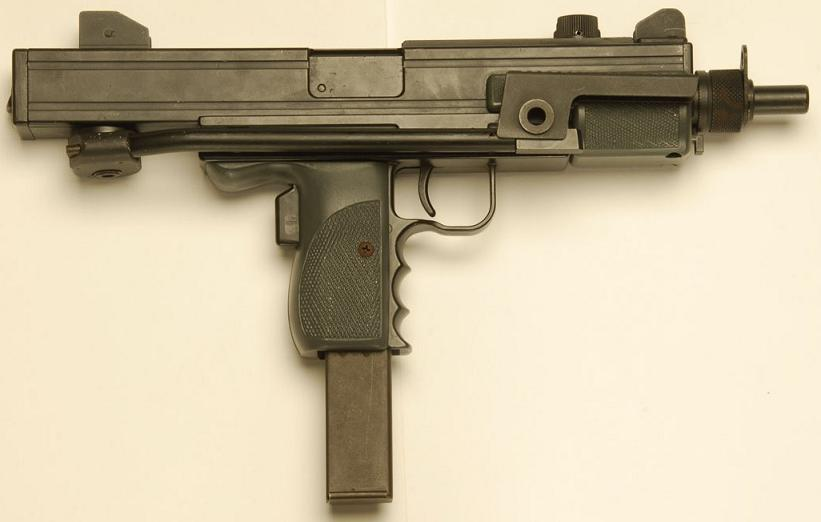
Com a coronha rebatida.
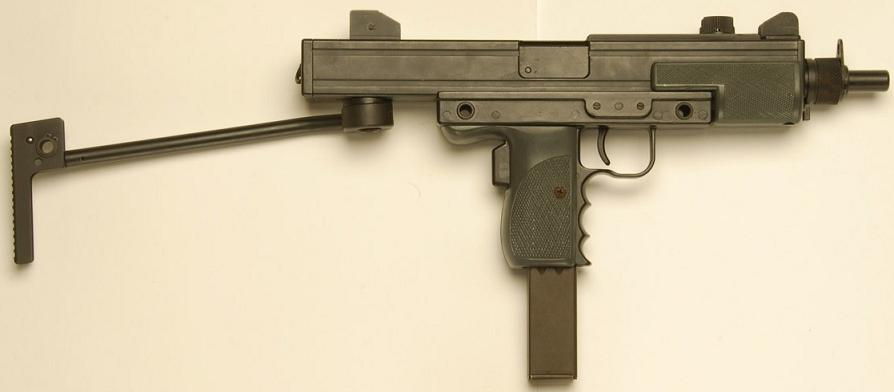
Com a coronha estendida.